# HER (Block Bの曲)
「HER」（ハー）は、韓国の男性アイドルグループ・Block Bの日本で2枚目のシングル。2015年5月27日にキングレコード
から発売された。

## 概要

### 形態
- 初回限定盤 TYPE-A（CD+DVD）
  - 品番：KICM-91599
- 初回限定盤 TYPE-B（CD+グッズ）
  - 品番：KICM-91600
  - グッズ：オリジナルリストバンド（全7種より１種ランダムで封入）
- 通常盤（CDのみ）
  - 品番：KICM-1601

## 収録曲

### 初回限定盤 TYPE-A
CD
1. HER (Japanese Version)
2. Nice Day（Japanese Version）

DVD
- HER（Japanese Version） Music Video

### 初回限定盤 TYPE-B
CD
1. HER (Japanese Version)
2. Movie's Over（Japanese Version）

### 通常盤
CD
1. HER (Japanese Version)
2. HER (Karaoke Version)